# Sankt Andrä am Zicksee
Sankt Andrä am Zicksee (ungerska: Mosonszentandrás) är en ort och kommun i Österrike. Den ligger i distriktet Neusiedl am See i förbundslandet Burgenland, 60 km sydost om huvudstaden Wien. Fram till 1982 var ortens namn  Sankt Andrä bei Frauenkirchen.